# Volo Allegheny Airlines 736
Il volo Allegheny Airlines 736 era un volo di linea regolare che si schiantò mentre tentava di atterrare all'Aeroporto Regionale di Bradford a Bradford, in Pennsylvania, il 24 dicembre 1968. L'incidente costò la vita a 20 dei 47 occupanti a bordo.

## L'aereo e l'equipaggio
Il volo 736 era operato da un Convair CV-580 (codice di registrazione N5802). L'aereo era stato originariamente certificato come Convair CV-440 il 4 marzo 1957, prima di essere modificato per includere motori a turbina ed eliche aggiornati e ricertificato come CV-580 il 25 maggio 1965. Al momento dell'incidente il velivolo aveva accumulato un totale di 29.173 ore di volo. Il CV-580 era pilotato dal comandante Gary Lee Mull, 33 anni, e dal primo ufficiale Richard Bruce Gardner, 30 anni.

## Il volo
Il volo 736 decollò da Detroit, nel Michigan, diretto a Washington DC, con scali intermedi ad Erie, Bradford ed Harrisburg. Il volo proseguì normalmente fino a quando l'aereo non iniziò il suo avvicinamento a Bradford.
Alle 19:57 EST il volo 736 riferì di aver superato un DME a est di Erie, ricevendo l'ordine di scendere a 4.000 piedi e venendo autorizzato per l'avvicinamento a Bradford. Allo stesso tempo, il volo 736 venne informato che, in base all'ultima osservazione oraria, il tempo intorno a Bradford presentava deboli nevicate con la visibilità ridotta a 1 miglio. Alle 20:05 i controllori per l'avvicinamento a Bradford confermarono le condizioni meteo avverse al volo 736; l'equipaggio del volo 736 recepì tutte le comunicazioni. Alle 20:08 i piloti del Convair riferirono che stavano virando verso la pista 32 e furono informati dalla presenza di vento proveniente da 290° a 15 nodi. Questa fu l'ultima trasmissione del volo 736 prima dello schianto.
Il volo 736 continuò a scendere fino a quando non colpì per la prima volta gli alberi a circa 2 miglia nautiche dalla pista e meno di un miglio a nord-ovest del ponte Kinzua. Il Convair tagliò gli alberi per altri 800 piedi, danneggiando considerevolmente i motori, fino a quando non colpì il suolo. Il relitto si fermò capovolto con la parte superiore (tetto) della fusoliera strappata via. La maggior parte dei sopravvissuti era seduta verso la parte posteriore dell'aereo e indossava le cinture di sicurezza, rimanendo al proprio posto fino a quando l'aereo non si fermò. I passeggeri che riuscirono a liberarsi si adoperarono per liberare i restanti superstiti. A causa di una fitta tempesta di neve, ai soccorritori fu inizialmente impedito di raggiungere il luogo dell'incidente. I sopravvissuti accesero un falò all'esterno dell'aereo usando legno, cuscini dei sedili e bagagli per riscaldarsi e aiutare i soccorritori a individuarli.

## Le indagini
Il National Transportation Safety Board si occupò di indagare sull'incidente. Dopo aver esaminato il registratore di suoni della cabinadi pilotaggio e il registratore dei dati di volo, l'NTSB stabilì che il volo era stato impeccabile fino a quando il Convair non raggiunse un DME a 2,9 miglia dall'aeroporto. L'altitudine minima al DME di 2,9 miglia era di 2.900 piedi sopra il livello medio del mare; dopo aver raggiunto il DME, il volo 736 venne autorizzato solo a scendere fino alla quota minima di discesa (MDA) di 2.543 piedi. Tuttavia l'aereo continuò a scendere al di sotto dell'MDA fino a quando non entrò in contatto con gli alberi a un'altitudine di 462 piedi sotto la MDA. L'NTSB concluse che nessuno dei due piloti era a conoscenza della vicinanza dell'aereo al suolo fino al contatto iniziale con gli alberi, a quel punto il primo ufficiale Gardner gridò: "Alzati". I piloti tentarono dunque di cabrare, ma un secondo dopo l'ala destra colpì un grande albero, provocando il ribaltamento dell'aereo.
Gli investigatori si concentrarono sulla determinazione del motivo per cui i piloti avevano permesso all'aereo di scendere al di sotto dell'MDA. L'affaticamento dell'equipaggio, un malfunzionamento della strumentazione o dell'autopilota e altri problemi meccanici sono stati tutti considerati e respinti come cause improbabili. L'NTSB concluse che la spiegazione più probabile fosse che la discesa non fosse stata intenzionale come risultato del fatto che entrambi i piloti abbiano distolto lo sguardo dagli strumenti, concentrandosi invece sul contatto visivo con la pista. Sulla base delle conversazioni in cabina di pilotaggio e dei dati meteorologici, l'NTSB determinò pure che mentre ai piloti era stata segnalata neve leggera e una visibilità di 1 miglio dall'aeroporto di Bradford, le condizioni meteorologiche e la visibilità avrebbero potuto essere state sostanzialmente peggiori nell'area dell'avvicinamento finale.
L'NTSB stabilì come causa probabile "la continuazione della discesa dal punto di avvicinamento finale attraverso l'altitudine minima di discesa e nel terreno ostruente in un momento in cui entrambi i membri dell'equipaggio di volo stavano guardando fuori dall'aereo nel tentativo di stabilire un riferimento visivo con il suolo. I fattori che hanno contribuito sono stati i minimi riferimenti visivi disponibili di notte negli avvicinamenti all'aeroporto regionale di Bradford, un piccolo ma critico errore di navigazione durante le fasi successive dell'avvicinamento e un rapido cambiamento nelle condizioni di visibilità che non era noto all'equipaggio.

## Conseguenze
Meno di due settimane dopo lo schianto del volo 736, anche il volo Allegheny Airlines 737 precipitò durante l'avvicinamento all'aeroporto di Bradford. Entrambi gli aerei si stavano avvicinando alla stessa pista ma in direzioni opposte al momento degli incidenti. Poco dopo lo schianto del volo 737, Allegheny Airlines si autoimpose un nuovo regolamento per gli atterraggi negli aeroporti. Le regole richiedevano una visibilità di 1.000 piedi in alto e per tre miglia in qualsiasi aeroporto senza sistemi di atterraggio strumentale. Allegheny cancellò 124 dei 1.409 segmenti di volo programmati nella prima settimana dopo l'adozione delle nuove regole di visibilità.
Quasi 42 anni dopo l'incidente, uno dei suoi sopravvissuti dichiarò che stava pagando una targa per le vittime, i sopravvissuti e i soccorritori del volo.